# Armando Rigobello
(Armando Rigobello )
Armando Rigobello (Badia Polesine, 3 febbraio 1924 – Roma, 5 aprile 2016) è stato un filosofo italiano, fra i principali rappresentanti italiani del personalismo di ispirazione cristiana.

## Biografia
Dopo gli studi liceali, all'Università di Padova conseguì dapprima la laurea in lettere nel 1945, poi in filosofia nel 1947, quale allievo di Luigi Stefanini e Umberto Antonio Padovani. Dopo un periodo di studio e di ricerca in Germania, ritornò in Italia, insegnando in alcuni licei statali fino al 1958, allorché, conseguita la libera docenza in storia della filosofia, iniziò la carriera accademica come assistente alla cattedra di storia della filosofia di Stefanini all'Università di Padova quindi all'Università di Perugia, fin quando in quest'ultimo ateneo divenne ordinario - della stessa disciplina - nel 1963, rimanendovi fino al 1974, e insegnando pure filosofia morale.
Dal 1974 al 1982, insegnò, come ordinario, storia della filosofia all'Università di Roma «La Sapienza», quindi, dal 1983 al 1996, filosofia morale all'Università Tor Vergata, fino alla quiescenza.
Ha poi continuato ad insegnare, fino al 2009, presso l'università privata LUMSA di Roma di cui è stato il primo Rettore, dal 1989 al 1991, dopo la trasformazione - come ente - da Magistero "Maria SS. Assunta" (di cui era direttore) in libera università. Qui ha insegnato, negli anni, filosofia morale, filosofia teoretica e antropologia filosofica.
Attivo in varie associazioni cattoliche nazionali, fu anche vicesindaco di Badia Polesine, la sua città natale, quindi membro del CDA RAI sotto la presidenza di Paolo Grassi e, dal 1987, presidente dell'Accademia di studi italo-tedeschi, carica ricoperta fino al 1998. Presidente della Società filosofica italiana, fu pure insignito, nel 1998, della Medaglia d'oro ai benemeriti della scienza, della cultura e dell'arte.
Studioso e pensatore dai vari interessi filosofici, che spaziano dalla metafisica, all'etica e la filosofia politica, alla pedagogia, alla storiografia, numerosi sono stati i suoi allievi, fra cui Luigi Alici, Paolo Nepi, Antonio Pieretti.
Fin dai primi anni '70, è stato uno stretto collaboratore della rivista bimestrale Studium.

## Pensiero
Sulla scia del pensiero del suo maestro, Luigi Stefanini, Rigobello inizia i suoi studi con un ripensamento del personalismo partendo però dal presupposto per cui esso, potendo anche costituire un possibile complemento integrativo ed estensivo alla metafisica classica (come gli fu impartita dall'altro suo maestro, Umberto Antonio Padovani), non potesse comunque considerarsi una dottrina filosofica definita bensì una posizione che mettesse in primo piano il concetto di "persona", così come rivendicava Emmanuel Mounier nelle pagine della rivista Esprit (pubblicata negli anni '30 e da lui stesso fondata) nonché nelle sue varie opere. Rigobello riesamina punto per punto il pensiero mounieriano pervenendo alla conclusione originale e innovativa che esso non era in contraddizione con la metafisica classica bensì ne poteva costituire un proficuo ampliamento psicologico, etico, antropologico. Il contributo più originale del Rigobello consiste, quindi, nel "personificare" (proprio per il tramite del personalismo) la ragione (metafisica), attraverso quel processo di integrazione sopra invocato fra la corrente personalistica neoagostiniana ed esistenzialistica e quella aristotelico-tomista del pensiero classico.
Egli perciò riesamina nel suo evolversi, nonché compara criticamente e storicamente, il concetto di persona alla luce della storia della filosofia – fino ad arrivare alla filosofia greca – sulla base del paradigma mounieriano, chiamando in causa anche l'ermeneutica, la filosofia morale e la sua storia. Ne risulterà, quindi, che il concetto di persona deve anzitutto essere inteso in un senso diverso da quello giuridico o filosofico, tomistico in particolare; inoltre, esso non deve essere confuso con quello derivante dal concetto di esistenza della filosofia esistenzialistica, che nega la possibilità che il soggetto possa governare la sua vita, in quanto ritenuto privo di autodominio. Infine, la persona, pur nella sua reale concretezza, non deve essere confusa con la sostanza metafisica di concezione aristotelica. Tutto ciò ha costituito una delle tre tematiche principali in cui s'è venuta a delinearsi la riflessione filosofica del Rigobello, tematica che potrebbe denominarsi "persona e interpretazione".
La seconda tematica della sua attività di ricerca scaturisce dagli insegnamenti, per certi versi antitetici fra loro, dei due suoi maestri, ovvero quelli di Luigi Stefanini, grazie ai quali egli individua un primo polo di convergenza delle sue riflessioni filosofiche attorno alla nozione fenomenologica di "mondo della vita" husserliano, e  quelli di Umberto Antonio Padovani, incentrati sulla metafisica tradizionale e ruotanti attorno alla nozione kantiana di trascendenza con i suoi limiti. Per Rigobello, quindi ogni altra discussione o questione filosofica sembra snodarsi o essere compresa fra questi due poli di convergenza che egli sintetizza nel binomio "trascendenza (o legge morale) e mondo della vita".
Il terzo ed ultimo ambito tematico del Rigobello ha aperto la prospettiva personalistica al dialogo col mondo moderno e contemporaneo, con l'etica, la politica, la religione, puntualizzando in particolare la sua valenza etica e politica nell'analisi della realtà sociale in cui la persona vive ed agisce, nonché esprime il suo dissenso non su basi ideologiche ma come critica del sistema dominante. Questo terza tematica di ricerca del Rigobello, potrebbe quindi chiamarsi "in dialogo con il mondo contemporaneo".
Come esponente di punta del personalismo italiano, storicamente rappresentato da Luigi Stefanini, Armando Carlini, Michele Federico Sciacca e Luigi Pareyson, Rigobello ha rivolto la sua attenzione soprattutto ad una rivisitazione originale del personalismo comparato con i principi del cristianesimo, con l'etica e la politica, grazie a cui è emersa, oltre alla limitatezza della dimensione trascendentale, sia quella rilevanza civica assunta dall'uomo come «testimone» della sua epoca che la sua responsabilità di cittadino. Egli ha altresì messo in evidenza come il personalismo italiano si distingua da quello francese proprio nella critica mossa al sistema neoidealistico, che non ha attecchito nella filosofia d'oltralpe.
Rigobello ha ripreso in sintesi, secondo le sue rivisitazioni, le tematiche più tipiche della struttura della persona umana e le relative implicazioni metafisiche, nel breve saggio Prossimità e ulteriorità (Rubbettino, 2009). Inoltre, da sempre interessato anche all'ermeneutica nonché profondo conoscitore dell'opera di Paul Ricœur, ha pubblicato L'apriori ermeneutico (Rubbettino, 2007).

## Pubblicazioni
Pubblicazioni, fra saggi, articoli e monografie:

### Articoli, contributi a miscellanee
- Oltre lo storicismo, in Studium, Numero 10, Anno 1951.
- Ricchezza e povertà della metafisica classica, in Humanitas, Anno 1951.
- Il problematicismo di Ugo Spirito come empirismo coscienziale assoluto: note sul significato del nostro tempo, in Rassegna di Pedagogia, Anno XVI, gennaio-marzo 1958.
- Umanesimo e antropocentrismo, in: Rassegna di Pedagogia, Anno XVIII, gennaio-marzo 1960.
- La disponibilità come abito etico del rapporto autorità-libertà, in Autorité et liberté. Atti del IV Convegno di Cultura Europea, Bolzano, 1961.
- Albert Camus, Istituto editoriale del Mezzogiorno, Napoli, 1963.
- La pedagogia di Kant e l'indirizzo idealistico, in Questioni di storia della pedagogia, Editrice La Scuola, Brescia, 1963.
- Il problema del linguaggio storiografico, in Annali della Facoltà di Lettere e Filosofia dell'Università degli Studi di Perugia, Vol. 2, Anno 1964.
- Condizionamenti sociologici e linguaggio morale, in Sociologia e filosofia, 1965.
- Socrate e la formazione dell'uomo politico, in Civitas, 1965.
- Esperienza di fede e struttura del sapere, in Studium, Numero 2, Anno 1977.
- A trent'anni dalla morte di Benedetto Croce, perché possiamo e non possiamo dirci crociani, in Coscienza. Mensile del movimento ecclesiale di impegno culturale, novembre-dicembre 1982.
- La riflessione sull'etica nella società contemporanea, in Etica oggi: comportamenti collettivi e modelli culturali, a cura di Antonio Da Re e A, Poppi, Fondazione Lanza & Gregoriana libreria editrice, Roma, 1989.
- Il tempo in Bergson e nello spiritualismo francese, in Il concetto di tempo. Atti del XXXII Congresso nazionale della Società filosofica italiana, Caserta, 28 aprile-1 maggio 1995, a cura di Giovanni Casertano, Loffredo Editore, Napoli, 1997.
- Persona, trascendentale, ermeneutica, in Filosofi italiani contemporanei, a cura di Giuseppe Riconda e Claudio Ciancio, Mursia Editrice, Milano, 2013, pp. 273–79.

### Monografie, saggi, curatele
- Il contributo filosofico di E. Mounier, Pubblicazioni dell'Istituto di Filosofia dell'Università di Padova, F.lli Bocca Editori, Roma, 1955.
- La storia nella coscienza della gioventù, Edizioni AVE, Roma, 1955.
- L'intellettualismo in Platone, Liviana Editrice, Padova, 1957.
- Platone, Senofonte, Aristotele: il messaggio di Socrate (a cura di), Editrice La Scuola, Brescia, 1957.
- Introduzione di una logica del personalismo, Quaderni dell'Istituto di Pedagogia dell'Università di Padova, Liviana Editrice, Padova, 1958.
- L'itinerario speculativo dell'umanesimo contemporaneo, Quaderni dell'Istituto di Pedagogia dell'Università di Padova, Liviana Editrice, Padova, 1958.
- L'educazione umanistica e la persona. Saggio di una filosofia dell'insegnamento umanistico di Louis Meylan, tradotta dal francese e curata da Armando Rigobello, Editrice La Scuola, Brescia, 1958.
- Determinazione ed ulteriorità nel Kant precritico, U. Silva Editore, Milano-Genova, 1963.
- I limiti del trascendentale in Kant, U. Silva Editore, Milano-Genova, 1963 (trad. tedesca: A. Pustet Verlag, München/Salzburg, 1968).
- La certezza morale, lezioni di filosofia morale tenute all'Università di Perugia nell'A.A. 1966-67, CLEUP, Perugia, 1968.
- Legge morale e mondo della vita, Edizioni Abete, Roma, 1968.
- La morale radicale, appunti delle lezioni tenute durante il corso di filosofia morale, nell'anno accademico 1969-70, Pubblicazioni dell'Università degli Studi di Perugia, Perugia, 1970.
- Struttura e significato, Edizioni La Garangola, Padova, 1971.
- Linee per un'antropologia prescolastica, Editrice Antenore, Padova, 1972.
- Modelli storiografici di educazione morale, Frama Sud Edizioni tipografiche, Chiaravalle Centrale (CZ), 1972.
- Ricerche sul trascendentale kantiano (a cura di), Editrice Antenore, Padova, 1973.
- Dal romanticismo al positivismo, fa parte di Storia del pensiero occidentale, Vol. V, Marzorati, Milano, 1974.
- Ricerche sul "regno dei fini" kantiano (a cura di), Bulzoni Editore, Roma, 1974.
- Il personalismo: scelta antologica (curata assieme a Gaspare Mura e Marco Ivaldo), Città Nuova Editrice, Roma, 1975.
- L'impegno ontologico. Prospettive attuali in Francia e riflessi nella filosofia italiana, A. Armando Editore, Roma, 1977.
- L'impegno ontologico: prospettive attuali in Francia e riflessi nella filosofia italiana, A. Armando Editore, Roma, 1977.
- Il futuro della libertà, Edizioni Studium, Roma, 1978.
- Pedagogia, politica e promozione umana (a cura di), Editrice La Scuola, Brescia, 1978.
- Perché la filosofia, Editrice La Scuola, Brescia, 1979 (trad. tedesca: Ars Una Verlag, Neurid, 1999; trad. spagnola: Caparros, Madrid, 2000).
- Studi di ermeneutica (a cura di), Città Nuova Editrice, Roma, 1979.
- Verso una nuova didattica della storia (a cura di), Sei, Torino, 1980.
- Persona e norma nell'esperienza morale (a cura di), L.U. Japadre Editore, L'Aquila, 1982.
- Certezza morale ed esperienza religiosa, Libreria Editrice Vaticana, Città del Vaticano, 1983.
- Kant. Che cosa posso sperare, Edizioni Studium, Roma, 1983.
- Lessico della persona umana (a cura di), Edizioni Studium, Roma, 1986.
- L'immortalità dell'anima, Editrice La Scuola, Brescia, 1987.
- Soggetto e persona: ricerche sull'autenticità dell'esperienza morale (a cura di), Edizioni Anicia, Roma, 1988.
- Autenticità nella differenza, Edizioni Studium, Roma, 1989.
- Attualità della lettera ai Romani (a cura di), Edizioni AVE, Roma, 1989.
- Dio oltre i saperi. Tra teologia e filosofia (con Orlando Todisco, Giuseppe Zarone e Fausto Pellecchia), Edizioni San Paolo, Milano, 1993.
- Interiorità e comunità. Esperienze di ricerca in filosofia (a cura di), Edizioni Studium, Roma, 1993.
- Oltre il trascendentale, Pubblicazioni della Fondazione "Ugo Spirito", Roma, 1994.
- L'altro, l'estraneo, la persona (a cura di), Città Nuova Editrice, Roma, 1999.
- La persona e le sue immagini (a cura di), Città Nuova Editrice, Roma, 1999.
- L'estraneità interiore, Edizioni Studium, Roma, 2001.
- Le avventure del trascendentale. Contributi al LV Convegno del Centro studi filosofici di Gallarate, Aprile 2000, a cura di Armando Rigobello, Casa Editrice Rosenberg & Sellier, Torino, 2001.
- Umanità e moralità (a cura di), Edizioni Studium, Roma, 2001.
- Immanenza metodica e trascendenza regolativa, Edizioni Studium, Roma, 2004.
- L'apriori ermeneutico: domanda di senso e condizione umana, Rubbettino Editore, Soveria Mannelli (CZ), 2007.
- Prossimità e ulteriorità: una ricerca ontologica per una filosofia prima, Rubbettino Editore, Soveria Mannelli (CZ), 2009.
- L'insuperabile singolarità dell'avventura umana: dalla determinazione completa alla rottura metodologica, Il Ramo Editore, Rapallo (GE), 2010.
- Vita e ricerca. Il senso dell'impegno filosofico, intervista a cura di Luca Alici, Editrice La Scuola, Brescia, 2010.
- L'intenzionalità rovesciata: dalle forme della cultura all'originario, Rubbettino Editore, Soveria Mannelli (CZ), 2010.
- Struttura ed evento: tempo di vivere, tempo di dare testimonianza alla vita, la vita come testimonianza, Rubbettino Editore, Soveria Mannelli (CZ), 2012.
- Dalla pluralità delle ermeneutiche all'allargamento della razionalità, Rubbettino Editore, Soveria Mannelli (CZ), 2014.